# Gräsvattnet, Jämtland
Gräsvattnet är en sjö i Strömsunds kommun i Jämtland och ingår i Ångermanälvens huvudavrinningsområde. Sjön har en area på 2,28 kvadratkilometer och ligger 377,4 meter över havet. Sjön avvattnas av vattendraget Svaningsån (Dunnervattenån). Vid provfiske har bland annat elritsa, lake, röding och sik fångats i sjön.

## Delavrinningsområde
Gräsvattnet ingår i det delavrinningsområde (713128-145003) som SMHI kallar för Utloppet av Gräsvattnet. Medelhöjden är 461 meter över havet och ytan är 23,9 kvadratkilometer. Räknas de 18 avrinningsområdena uppströms in blir den ackumulerade arean 140,57 kvadratkilometer. Svaningsån (Dunnervattenån) som avvattnar avrinningsområdet har biflödesordning 3, vilket innebär att vattnet flödar genom totalt 3 vattendrag innan det når havet efter 271 kilometer. Avrinningsområdet består mestadels av skog (88 procent). Avrinningsområdet har 2,63 kvadratkilometer vattenytor vilket ger det en sjöprocent på 11 procent.

## Fisk
Vid provfiske har följande fisk fångats i sjön:
- Elritsa
- Lake
- Röding
- Sik
- Öring